# Amsterdamse Politie- en Brandweerpartij
Amsterdamsche Politie- en Brandweerpartij was een politieke partij in Nederland. De partij deed mee aan de de parlementsverkiezingen van 1918 in de kiesdistricten Amsterdam en Arnhem met een eenmanslijst bestaande uit Renze van der Meulen. Eisen van de partij waren onder meer de afschaffing van de jachtwet, de invoering van een wet voor ambtenaren en een verbod op de export van voedsel tot 1919.
De partij behaalde slechts 417 stemmen (0,03%). Het kreeg 0,34% in Arnhem en 0,14% in Amsterdam.
Van der Meulen zou later de Landelijke Partij voor Pensioenbelangen oprichten.